# Baños de Coamo

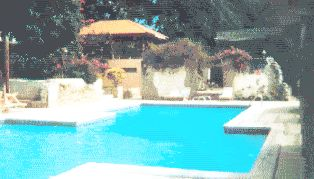
Foto de los Baños de Coamo

Baños de Coamo o las Aguas Termales de Coamo están ubicadas en el municipio de Coamo, constituyen las únicas fuentes termales de Puerto Rico.
Utilizadas por los taínos en la época precolombina, algunos locales creen que tienen poderes curativos. Los Baños se convirtieron en una atracción turística muy popular entre los primeros  colonizadores españoles, lo que llevaría después a la construcción de un centro turístico por empresarios locales. Coamo fue el escenario de una importante batalla durante la campaña de Puerto Rico en la Guerra hispano-estadounidense y fue objeto de bombardeos de artillería que dañaron el complejo. Los Baños históricos y turísticos fueron restaurados durante el siglo XX por el Gobierno de Puerto Rico, llegando a ser una vez más una atracción turística popular.